# Trierer Apokalypse

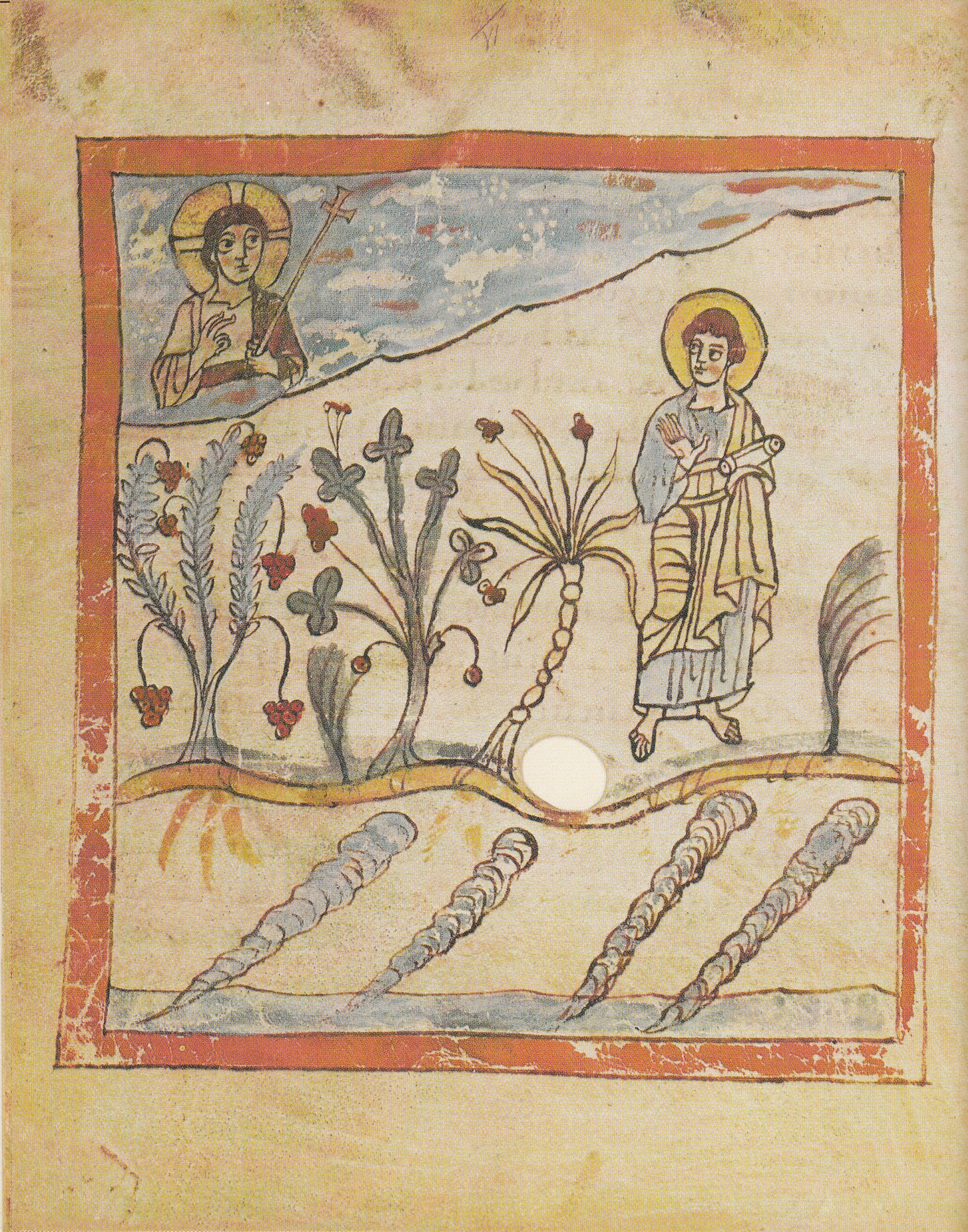
Fol. 6v der Trierer Apokalypse: Christus spricht zu Johannes, der die Botschaft an die Gemeinde in Ephesus vernimmt (Offb 2,1 EU)

Die Trierer Apokalypse ist eine karolingische Handschrift mit der Offenbarung des Johannes. Sie wird unter der Signatur Ms. 31 4° in der Stadtbibliothek Trier aufbewahrt und ist vor allem durch ihren Zyklus von 74 Illustrationen berühmt, der auf eine spätantike Vorlage zurückgeht.

## Entstehung
Es gilt als gesichert, dass die Handschrift im ersten Viertel des 9. Jahrhunderts hergestellt wurde. Der Entstehungsort lässt sich nicht eindeutig bestimmen: Die Schrift zeigt große Ähnlichkeiten mit westfranzösischen Handschriften, insbesondere dem Skriptorium von Tours, die Bilder weisen jedoch eher auf eine Herkunft aus Nordfrankreich (Cambrai).

## Inhalt
Die Handschrift enthält den vollständigen lateinischen Text der Offenbarung des Johannes in der Vulgata-Version. Auf der ersten Seite (f. 1r) stehen einige spätere Zusätze, hauptsächlich Apokalypsenkommentare aus dem 12. Jahrhundert. Auf f. 1v befindet sich ein Besitzvermerk des Klosters St. Eucharius in einer Urkundenschrift des 12. Jahrhunderts: Codex sancti Eucharii primi Trevirorum archiepiscopi. Si quis eum abstulerit, anathema sit. amen. („Handschrift des heiligen Eucharius, des ersten Erzbischofs von Trier. Wer sie wegnimmt, sei verflucht. Amen.“)

## Einband und Beschreibstoff
Der Codex umfasst 75 Pergamentblätter im Format von ungefähr 216 × 257 mm. Der ursprüngliche Einband ist nicht erhalten, der heutige Pappband stammt aus der Zeit um 1700. Er ist mit weißem Schweinsleder mit Blindprägung überzogen.

## Schrift

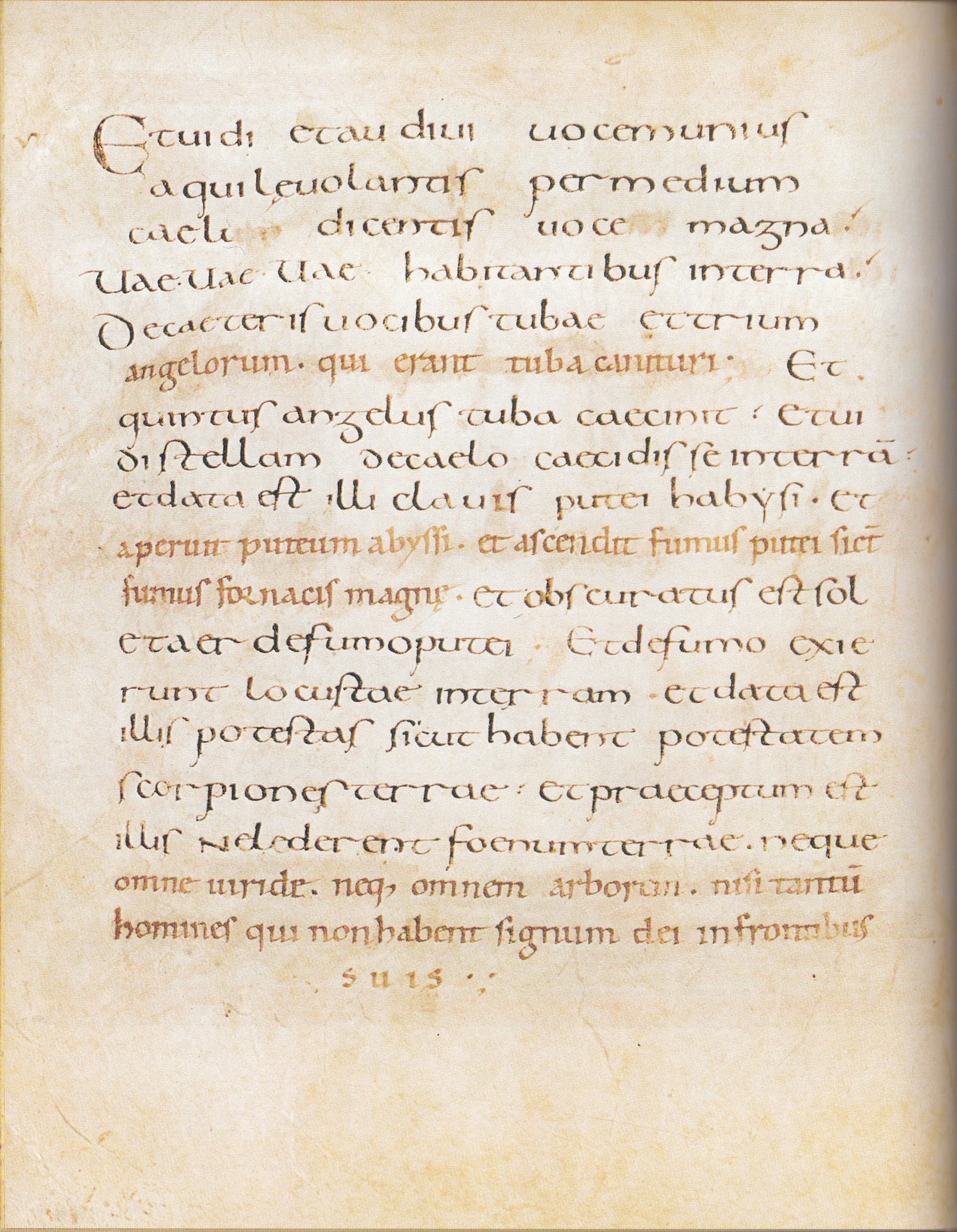
Fol. 26v der Trierer Apokalypse: Textseite in Halbunziale

Die Handschrift wurde von mindestens zwei Schreibern in unterschiedlichen Schriftformen geschrieben: bis f. 12r in einer karolingischen Minuskel, ab f. 13r in einer Halbunziale.
Gegen Ende des 11. Jahrhunderts wurden zahlreiche Textstellen durch Rasur entfernt und mit roter Tinte nachgetragen. Diese Nachträge finden sich auf fast allen Textseiten, sie betreffen manchmal nur einzelne Wörter oder wenige Zeilen, manchmal ist jedoch fast die ganze Seite neu geschrieben.

## Illustrationen
Die Handschrift ist mit 74 rot gerahmten kolorierten Federzeichnungen illustriert. Die Zeichnungen füllen jeweils eine ganze Seite, wobei mit einer einzigen Ausnahme sich immer eine Text- und eine Bildseite abwechseln. Bis f. 20v befinden sich die Illustrationen auf der Verso-Seite, f. 21r enthält als einzige Seite Text (vier Zeilen) und Bild, ab f. 22r befinden sich die Illustrationen auf der Recto-Seite.
Es handelt sich um reine Textillustrationen, die die Inhalte verdeutlichen sollen. Zahlreiche Abbildungen sind in übereinander liegende horizontale Streifen eingeteilt, in denen zwei oder mehrere Szenen dargestellt werden.
Der Bilderzyklus ist eine karolingische Adaption einer spätantiken Vorlage. Neben zeitgenössischen, karolingischen Darstellungen (z. B. die fränkischen Rüstungen auf. f. 10v) sind auch etliche Elemente zu finden, die unverändert aus der spätantiken Vorlage übernommen wurden: Die Darstellung des Drachen als geflügelte Schlange statt der später üblichen reptilienartigen Form; die Personifikation der Erde als menschliche Gestalt, die die Wasserflüsse verschlingt (f. 39r, Offb 12,16 ); die „Kronen“ der 24 Ältesten als Lorbeerkränze (f. 16v, Offb 4,4 , von griechisch στέφανος „Kranz, Krone“) und viele andere.

## Geschichte der Handschrift
Seit dem 12. Jahrhundert war die Handschrift im Besitz des Klosters St. Eucharius in Trier, wann und von wo sie dorthin gelangte, ist unbekannt. Nach der Säkularisation des Klosters im Jahr 1802 gelangte die Handschrift in die „Bibliothek der Zentralschule“ in Trier, aus der 1804 die Stadtbibliothek Trier hervorging. Im Zweiten Weltkrieg wurde die Handschrift zuerst in die Universitätsbibliothek Gießen, dann in einen Felsstollen in Trier-Pallien und wieder nach Gießen verbracht. Bei der Zerstörung der Universitätsbibliothek Gießen am 11. Dezember 1944 wurde sie gerettet, am 15. Mai 1945 kehrte sie schließlich nach Trier zurück.

## Nachwirkungen
Ein direkter Einfluss lässt sich nur in der spätkarolingischen Apokalypse von Cambrai (Bibliothèque municipale, Ms. 386) feststellen, die eine unmittelbare Kopie der Trierer Apokalypse ist. Durch die Entdeckung des spätkarolingischen Fragments eines illustrierten Apokalypse-Kommentars in der Stadtbibliothek Mainz (Hs frag 18) wurde der Wirkungsgeschichte eine neue Facette hinzugefügt.